# Бродоградилиште (Отписани)
Бродоградилиште је тринаеста епизода телевизијске серије „Отписани“, снимљене у продукцији Телевизије Београд и Централног филмског студија „Кошутњак“. Премијерно је приказана у Социјалистичкој Федеративној Републици Југославији 16. марта 1975. године на Првом програму Телевизије Београд.

## Историјска подлога
На крају ове, као и осталих епизода налази се натпис — Ова серија инспирисана је подвизима илегалаца у окупираном Београду. Лица и догађаји су измишљени. Свака сличност је случајна.

## Улоге
| Глумац               | Улога                |
| -------------------- | -------------------- |
| Драган Николић       | Прле                 |
| Војислав Брајовић    | Тихи                 |
| Србољуб Милин        | Косинус              |
| Миодраг Радовановић  | инжињер Ристић       |
| Слободан Алигрудић   | Скале                |
| Зорица Мирковић      | Милица               |
| Александар Берчек    | Чиби                 |
| Браца Гавриловић     | Пера Увце            |
| Рудолф Улрих         | Милер                |
| Стево Жигон          | Кригер               |
| Васа Пантелић        | Крста Мишић          |
| Жижа Стојановић      | Увцетова жена        |
| Богосава Никшић      | Анђа, Прлетова мајка |
| Славица Стефановић   | Ерика                |
| Александар Хрњаковић | Миро                 |
| Бранко Цвејић        | џокеј                |
| Цане Фирауновић      | Кениг                |
| Божидар Павићевић    | Динст                |
| Љубомир Убавкић      | Жиле                 |
| Мирко Ђерић          | портир               |
| Душан Вујиновић      | Лимар                |
| Предраг Милинковић   | Гојко                |